# Paracorynanthe
Paracorynanthe es un género con dos especies de plantas fanerógamas perteneciente a la familia de las rubiáceas.
Es nativa de Madagascar.

## Especies
- Paracorynanthe antankarana Capuron ex J.-F.Leroy (1978).
- Paracorynanthe uropetala Capuron (1978).